# Kasper Straube
Kasper Straube, auch: Kaspar, aus Bayern war im 15. Jahrhundert ein Pionier des Druckhandwerkes im Ausland.
Das älteste Druckwerk in Polen ist sein lateinischer Almanach Cracoviense ad annum 1474 (Calendarium Cracoviense, Krakauer Kalender) aus dem Jahre 1473, ein einseitiger astronomischer Almanach für das Jahr 1474. Obgleich Straube in Krakau bis 1477 tätig blieb, konnte sich der Buchdruck in Krakau und Polen erst nach 1503 endgültig etablieren.

## Werke
- Joannes de Turrecrematas: Explanatio in Psalterium
- Franciscus de Platea: Opus restitutionum usurarum et excommunicationum
- Augustinus: Opuscula (de doctrina christiana, de praedestinatione sanctorum)